# Гранітне (Чортківський район)

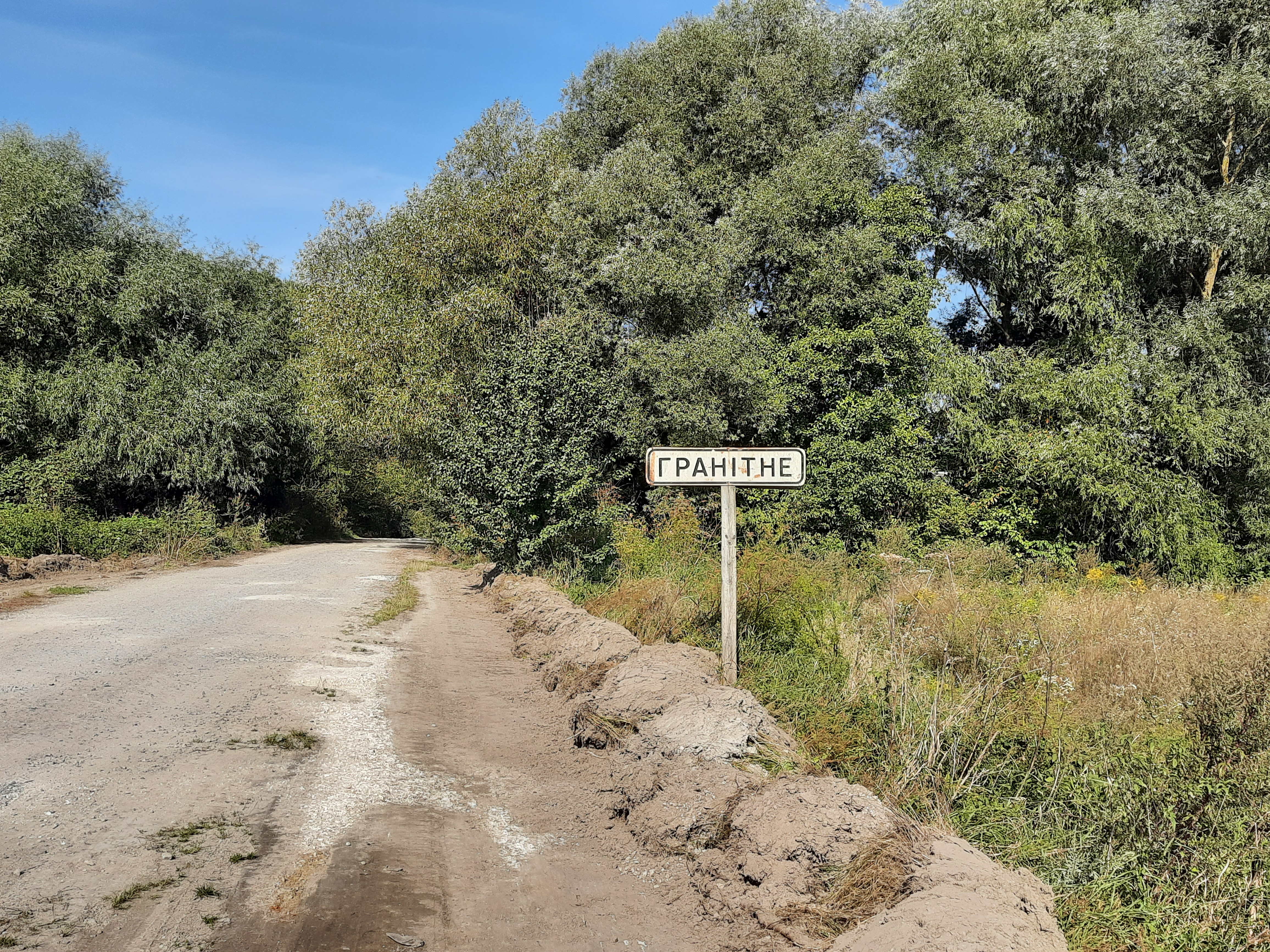
Дорожній знак при в'їзді в село

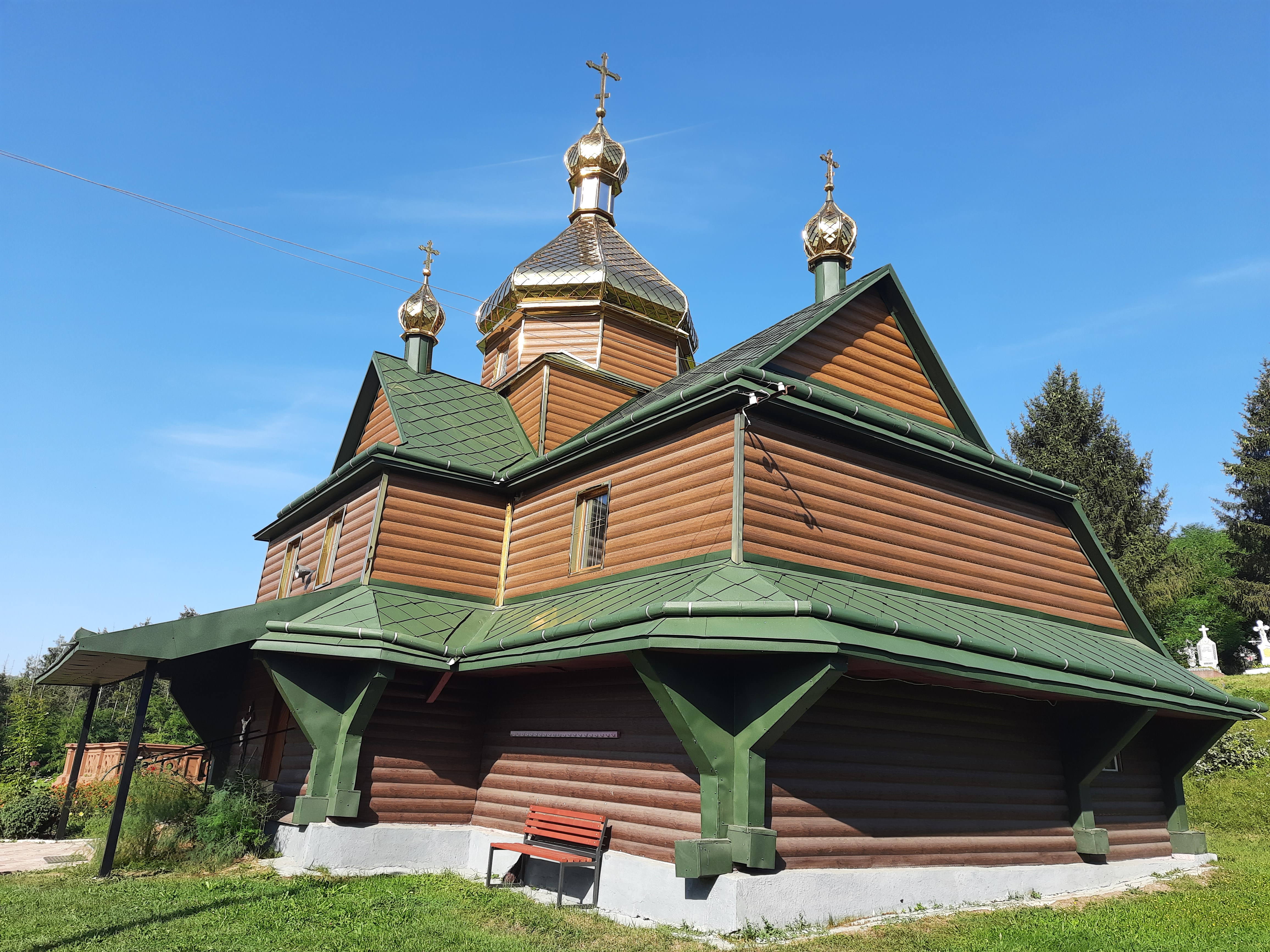
Церква Святого Димитрія

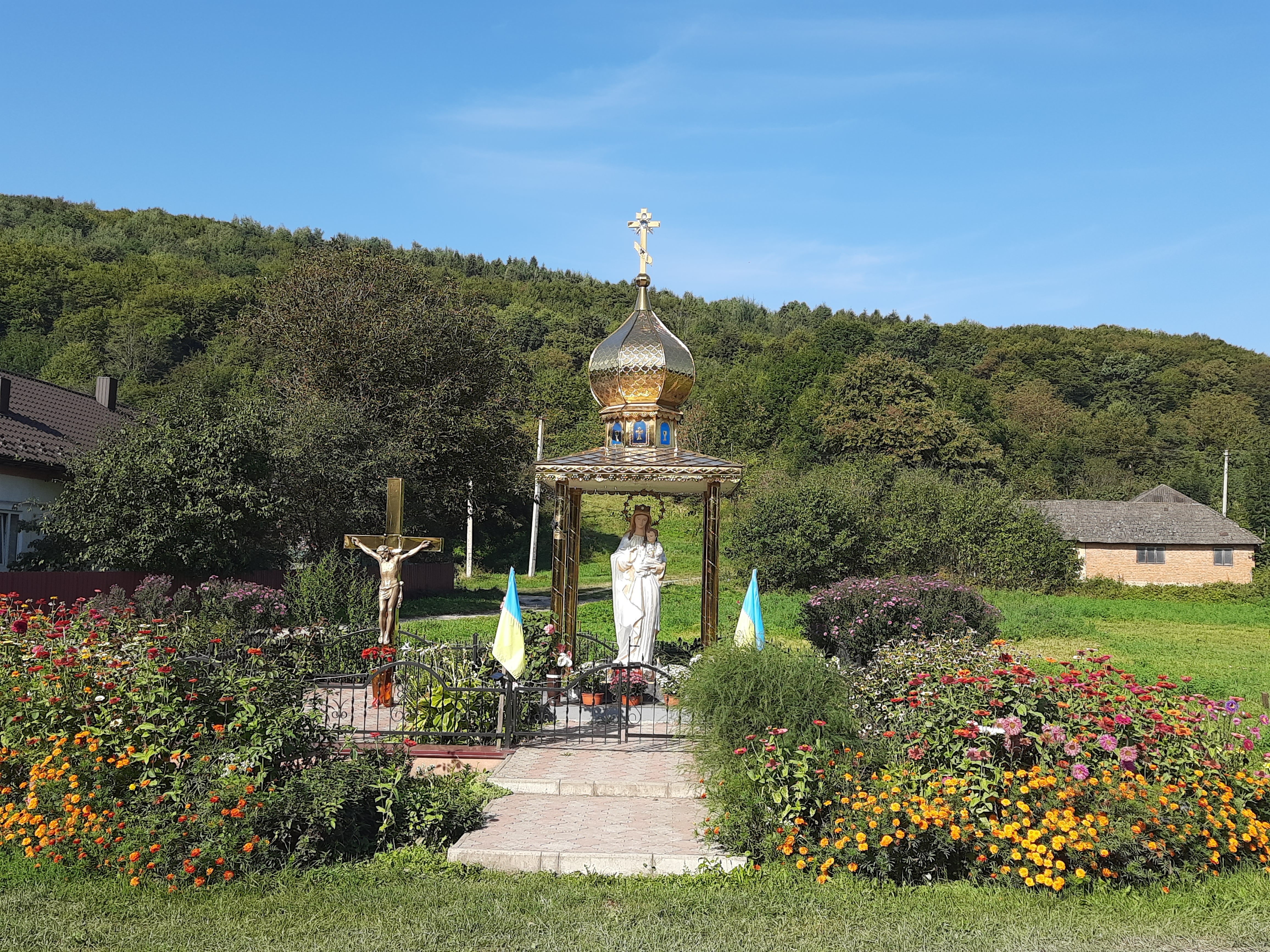
Статуя Божої Матері

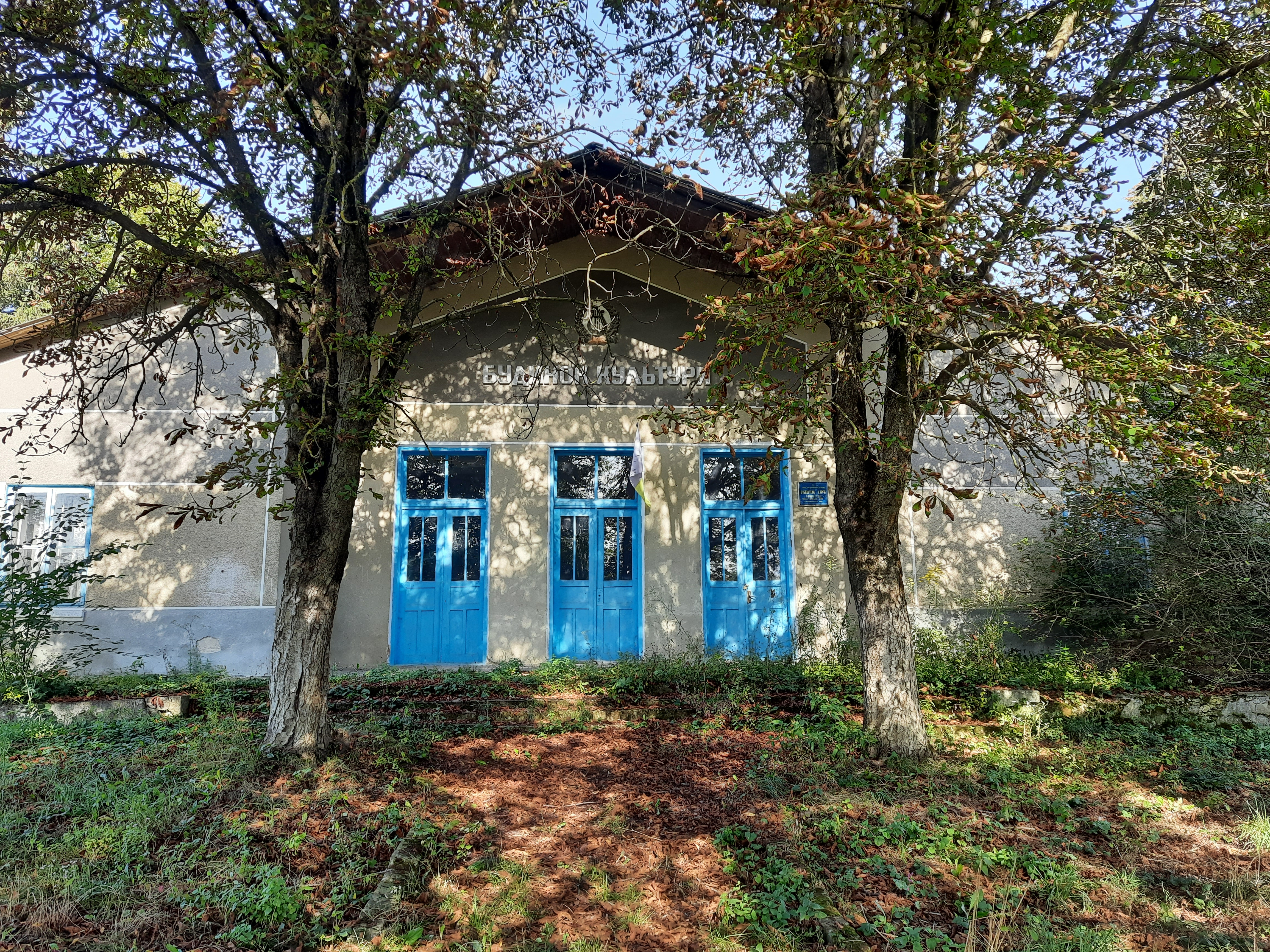
Будинок культури

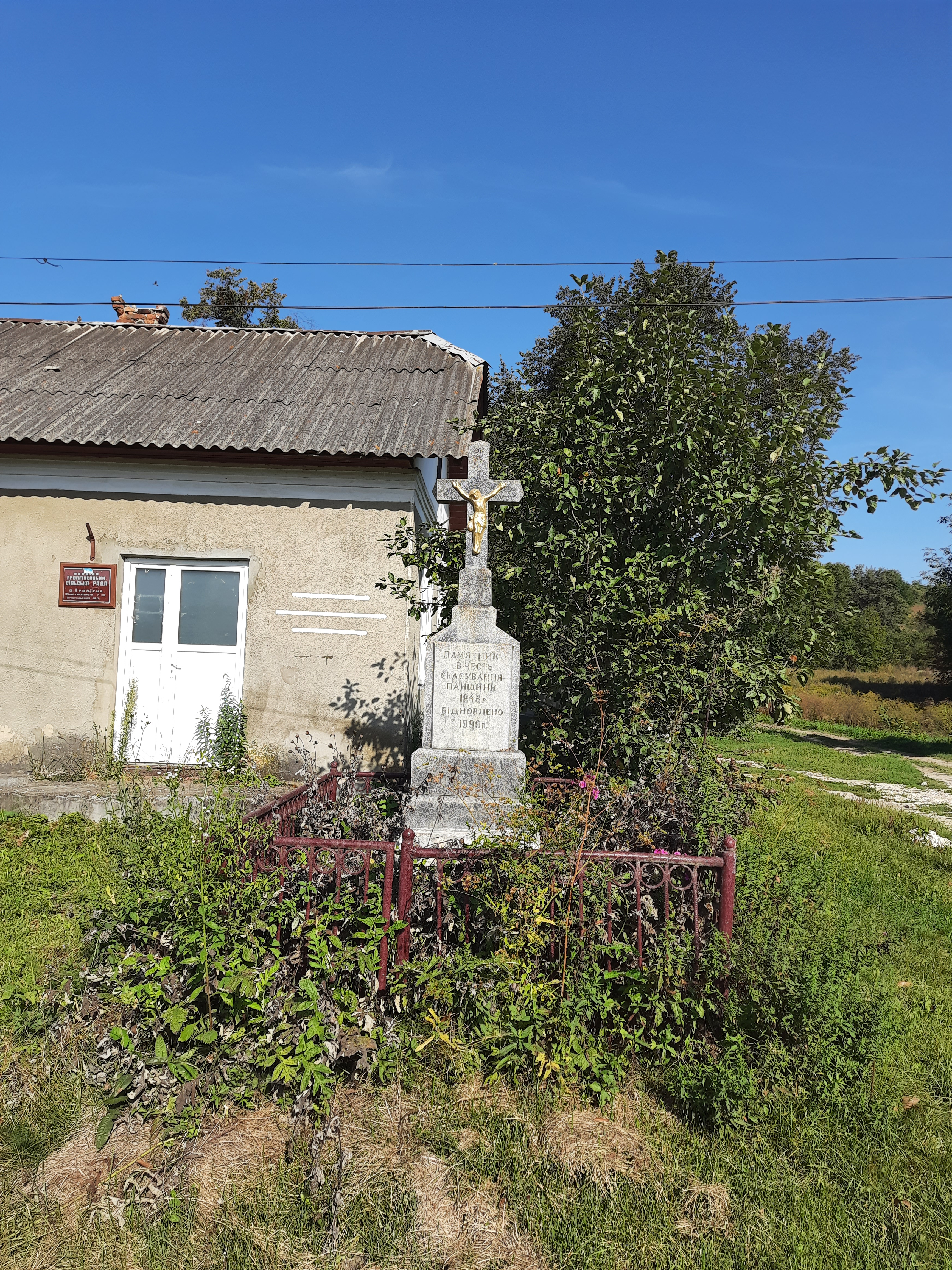
Пам'ятний хрест з нагоди скасування панщини.

Грані́тне — село в Україні, у Монастириській міській громаді Чортківського району Тернопільської області. Розташоване на річці Золота Липа, на сході району.
До 2020 адміністративний центр Гранітненської сільської ради. Біля Гранітного був хутір Мазурі.

## Назва
До 1964 року село називалося Баранів.
Назва Баранів походить від того, що в селі жив пан на прізвище Баран. За іншою версією, мешканці доглядали княжі овечі отари.

## Географія
Село розташоване на правому березі річки Золота Липа (ліва притока Дністра), за 18 км від центру міської громади - міста Монастириськи, 40 км до найближчої залізничної станції Бучач. 
Територія села становить 2,97 кв. км. Кількість дворів – 112.
Мікротопоніми: урочища Гора, За липою, Рудка, Під кривулі, Сіножаті.

## Історія

### Археологічні знахідки
Поблизу села виявлено археологічні пам'ятки пізнього палеоліту, трипільської та голіградської культур.
З періоду пізнього палеоліту виявлено археологічні пам'ятки на північній околиці села, в урочищі «Гора», на мисоподібному уступі правого берега річки Золота Липа. Площа пам'ятки становить близько півгектара. З території орного поля зібрані патиновані вироби з кременю: шість уламків пластин, 17 відщепів, кінцевий скребок, серединний і два бічні різці.
З трипільського часу виявлено археологічні пам'ятки у декількох місцях. Зокрема, на східній околиці села, в урочищі «За липою». На мисоподібному уступі лівого берега річки Золота Липа виявлено пам'ятку з етапу  С/І. Площа розвідуваної території становить близько 2 га. В ході археологічних досліджень знайдено 15 фрагментів ліпних посудин, три уламки пластин, 13 відщепів, чотири ретушовані січення пластинчастих сколів, два кінцеві скребки, вкладень серпа на уламку пластини, бічний різець, два односекційні скобелі, розтирач з кременю та фрагменти чотирьох шліфованих сокир з опоки. Інше поселення трипільської культури розташоване в урочищі «Рудка» на півдні села на високому правому березі річки Золотої Липи. Площа поселення становить близько 3 га. На розвідуваній території виявлено 19 фрагментів кераміки і артефакти з кременю: два одноплощинні нуклеуси, вісім уламків пластин, 43 відщепи, три двобічно ретушовані січення пластин, два кінцеві скребки, бічний і два кутових різці, розтирач на зужитому нуклеусі та три фрагменти кам’яних зернотерок. Третя археологічна пам'ятка трипільської культури виявлена за 1,7 км на захід від села, на північ від колишнього хутора, в урочищі «Під кривулі». Це багатошарова пам’ятка пізнього періоду трипільської (етап С/І), фракійського гальштату і черняхівської культур площею до 3 га. Найбільше археологічних знахідок було виявлено поблизу джерела. Сере іншого, зафіксовано рештки розораних глинобитних площадок, що лишились від наземних жител енеолітичного часу. Серед виявленого речового матеріалу періоду трипільської культури - 21 екземпляр ліпної кераміки трипільської культури, також 17 екземплярів кераміки фракійського гальштату, а також 18 фрагментів кружального посуду перших століть н.е. Вироби з кременю представлені дев’ятьма уламками пластин, 14 відщепами, два з яких ретушовані, п’ятьма січеннями пластинчастих сколів із вторинною обробкою, чотирма кінцевими скребками, бічним і серединним різцями, вкладнем серпа та трьома розтирачами.

### Історія до 20 століття
Перша відома писемна згадка — 1441 — походить із записок Галицького суду; згаданий Гуйн з Баранова. Ще одна відома писемна згадка — 1461 (част. В, с. 30).
У 1880-х роках село належало Янові Сташинському. 1902 року велика земельна власність належала Юліанові Старжинському

### Міжвоєнний період
У 1928 році збудовано Народний дім. У міжвоєнний період діяли філії товариств “Просвіта”, “Луг” та інших, споживча кооператива, аматорський гурток, хор при читальні, танцювальний гурток.
Відомо, що у 1925 році працював млин власника Юліана Стажинського.
Будинків у 1931 року – 170.
1938 р. створено осередок ОУН. Національно свідома молодь села поповнювала підпільні структури.
До Другої світової війни біля села був хутір Мазурі. Нині на його місці сад. Складався з трьох господарств, де жили польські колонізатори – “мазурі”.

### Друга світова війна
Від вересня 1939 р. село – під радянською владою, яка почала переслідування членів ОУН, просвітян та інтеліґенції.
Від 4 липня 1941 року до 22 липня 1944 року Баранів – під нацистською окупацією. На території села у 1944 році була велика пожежа, згоріло багато хат та інших приміщень.
Під час національно-визвольної боротьби до ОУН і УПА долучилося чимало юнаків та дівчат, серед них: Степан Абрамець (1926–р. см. невід.), Василь Батога (1926 р. н.).
Із мобілізованих на фронти Другої світової війни загинули Іван Шайда (1918–1945), Василь Шумський (1908–1945); помер від ран Михайло Петрук (1904–1947); пропали безвісти: Василь Воловець (1908 р. н.), Стах Галка (1918 р. н.), Яків Городецький (1912 р. н.) Михайло Кордяк (1918 р. н.), Михайло Паньків (1919 р. н.), Дмитро Турчин (1917 р. н.).
Арештовано і вивезено на спецпоселення з політичних мотивів близько 80 осіб, серед них: Анастасія (1927–1951) і Ганна (1933 р. н.) Абрамець, Анастасія Городецька (1936 р. н.), Микола Надорожний (1909 р. н.), Анастасія (1932 р. н.), Ганна (1889–1978), Ганна (1944 р. н.), Іван (1890–1956) і Михайло (1933 р. н.) Турчини.

### Повоєнний період
1957 року тоді ще Баранів охопила велика повінь.
Протягом 1962–1966 село належало до Бучацького району. 
12 червня 2020 року, відповідно до розпорядження Кабінету Міністрів України № 724-р «Про визначення адміністративних центрів та затвердження територій територіальних громад Тернопільської області» увійшло до складу Монастириської міської громади.
19 липня 2020 року, в результаті адміністративно-територіальної реформи та ліквідації Монастириського району, село увійшло до складу Чортківського району.

## Політика

### Парламентські вибори, 2019
На позачергових парламентських виборах 2019 року у селі функціонувала окрема виборча дільниця № 610705, розташована у приміщенні будинку культури.
Результати
- зареєстровано 204 виборці, явка 65,69%, найбільше голосів віддано за «Слугу народу» — 28,36%, за Радикальну партію Олега Ляшка — 20,15%, за Всеукраїнське об'єднання «Батьківщина» — 19,4%.[7] В одномандатному окрузі найбільше голосів отримав Роман Василіцький (Об'єднання «Самопоміч») — 33,58%, за Миколу Люшняка (самовисування) — 24,63%, за Аллу Стечишин  (самовисування) — 12,69%[8].

## Населення
У 1841 році в селі проживало 350 українців, 1880 р. – 504 українці, 92 поляки, 20 євреїв; 1900 року – 648 українців, 69 поляків, 23 євреї; 1912 року – 625 українців, 48 поляків, 8 євреїв.
За переписом 1939 року в Баранові проживало 750 українців, 90 поляків, 10 євреїв.
Згідно з переписом УРСР 1989 року чисельність наявного населення села становила 450 осіб, з яких 201 чоловік та 249 жінок.
За переписом населення України 2001 року в селі мешкало 388 осіб.
У 2003 році населення становило 365 осіб.

### Мова
Розподіл населення за рідною мовою за даними перепису 2001 року:
| Мова       | Чисельність | Відсоток |
| ---------- | ----------- | -------- |
| українська | 381         | 99,22%   |
| угорська   | 3           | 0,78%    |
| Усього     | 384         | 100%     |

## Економіка
1950 року колгоспи с. Баранів і с. Яргорів об’єдналися в один – у с. Яргорів.
У 1956 р. був збудований гіпсовий завод, у 1976 р. реконструйований на кахельний, у 2005 р. – розформований.
До 1958 року в Баранові працював водяний млин, його у 1959 р. відремонтовано і переобладнано на електроенергію.
У 2008 р. село газифіковане.
З періоду Незалежності усі землі сільськогосподарського призначення обробляють, земельні паї передані у ТзОВ “Лемківська мрія”.

## Пам'ятки
Є церква святого Димитрія (1855; дерев'яна, відновлена 1986), «фігура» Ангела-Хоронителя на склепі панської родини (реставрована 1987; кам'яна; висота 5 м).
Встановлено хрест на честь скасування панщини (відновлено 1990), насипано символічну могилу Борцям за волю України (1992).

## Освіта
Діють загальноосвітня школа І ступеня, бібліотека.
На початку 1920-х років побудовано початкову школу, де навчали українською, згодом – польською мовами.

## Культура
У селі є клуб.